# ملعب لابي ديشان
ملعب لابي ديشان (بالفرنسية: Stade de l'Abbé-Deschamps)‏ هو ملعب كرة قدم يقع في مدينة أوكسير بفرنسا، بُني في عام 1905، وجدد الملعب في 1994، تبلغ السعة الأجمالية للمتفرجين حوالي 24,493 ألف متفرج، و يعتبر المقر الرئيسي لنادي أوكسير لكرة القدم.
وقد سُمي الملعب بهذا الاسم نسبة إلى مؤسس نادي أوكسير، الفرنسي إرنست تيودور فالنتان ديشان [الإنجليزية] المدعو لابي ديشان.